# Полет 390 на TACA
Полет 390 на TACA е редовен международен пътнически полет международното летище „Сан Салвадор“, Сан Салвадор, Ел Салвадор, до международното летище „Маями“, Маями, Флорида, Съединените американски щати, с планирани междинни кацания в Тегусигалпа и Сан Педро Сула, Хондурас, управляван от TACA. На 30 май 2008 г. самолетът „Еърбъс А320-233“, който изпълнява полета, излиза от пистата след кацане на международното летище Тонконтин, Тегусигалпа, преминава през улица, блъска се в земен насип и премазва няколко коли. В инцидента загиват трима души в самолета и още двама на земята, които са премазани в превозните си средства от машината.
Гражданската авиационна администрация на Ел Салвадор ръководи разследването и отдава инцидента на пилотска грешка. Екипажът решава да прекрати кацането, след като не успява да стабилизира първия си подход. Метеорологичните условия се влошават и пилотите преценяват неправилно разстоянието, необходимо за кацане, и приземяват самолета доста извън препоръчителната зона. Попътният вятър, голямото тегло на самолета и мократа писта възпрепятстват забавянето на самолета по време на крен, а така машината не може да спре и в крайна сметка излиза от нея. Разследването отхвърля опасенията, че пистата е мокра, въпреки че в Тегусигалпа вали в деня и часа на инцидента.
През май 2009 г. пистата е ремонтирана и удължена с 300 м от юг, като дължината ѝ се увеличава от 1863 м на 2163 м. Кацанията на летище Тонконтин в крайна сметка са преместени на новото международно летище Комаягуа след откриването му през 2021 г., известно преди като авиобаза Палмерола.